# Wojciechowice-Kolonia
Wojciechowice-Kolonia – kolonia wsi Wojciechowice w Polsce, położona w województwie świętokrzyskim, w powiecie ostrowieckim, w gminie Waśniów.
W latach 1975—1998 kolonia administracyjnie należała do województwa kieleckiego.